# Lingvistică aplicată
Lingvistica aplicată este o disciplină științifică care s-a afirmat îndeosebi în a 2-a jumătate a secolului al XX-lea și care are ca preocupare principala aplicarea teoriilor și cunoștințelor lingvistice în medii și în domenii nelingvistice, precum și descrierea concretă a limbilor.
Prin lingvistică aplicată se înțeleg module de organizare și funcționare a limbii la nivelul diferitelor sfere ale activităților practice, precum și fundamentarea teoretico-linguistică a acestor activități.
Lingvistica aplicată se bazează pe principiile generale ale lingvisticii teoretice (organizarea limbii ca sistem, existența nivelurilor: fonetic, sintactic, morfologic...) pe care le aplică la cazuri particulare ale comunicării interumane la domenii strict delimitate ale activității practice. Ea studiază metodele de rezolvare a problemelor de ordin practic legate de utilizarea concretă a limbii într-o sferă sau alta a acțiunii umane.

## Sfera de aplicare
Sfera de aplicare ale acestei lingvistici este configurată de însăși nevoile și direcțiile activității practice ale omului. Putem enumera astfel câteva dintre acțiunile lingvistice care au deja un statut interdisciplinar bine conturat și care prin impactul pe care îl au asupra ritmului dezvoltat econimice si sociale se înscriu în rândul celor mai active, mai mobile și mai de efect domenii aigile vieții moderne.
Domenii în care se regăsește lingvistica aplicată: 

• fixarea și păstrarea informației (ortografii, transcrierea semnelor proprii) 

• crearea limbilor informatizate 

• transmiterea informației 

• crearea sistemelor de traducere automată 

• recunoașterea automată a limbilor străine (scrisă/vorbită) efectuarea unor sinteze în aceleași limbi 

• teoria învățării limbilor străine 

• teoria clarității vorbirii în vederea optimizării transmiterii vorbirii prin canalele de comunicație 

• automatizarea activităților intelectuale legate de utilizarea limbii (crearea sistemelor de inteligență artificială, a sistemelor de stocare automatizată) 

• utilizarea lingvisticii aplicate în medicină - neurolinguistică = patologia vorbirii, a afaziei, defectelor de vorbire

## Utilizarea
• Descrierea limbilor 

• Normalizarea activităților de comunicare (elaborarea gramaticii normative) 

• Terminologia stiințifică aferentă diferitelor domenii de activitate 

• Studiul mărcilor comerciale, al denumirilor de firme și asociați 

• Crearea limbilor artificiale

## Linguistica reclamei și linguistica criminologică
Lingvistica aplicată a cunoscut o largă răspândire începând cu anii '50 când s-au impus tot mai ferm direcții noi de cercetare în domeniul comunicării, de prelucrare și transmiterea informației.